# Portret Jana III Sobieskiego
Portret Jana III Sobieskiego – obraz olejny na płótnie o wymiarach 139,5 × 113 centymetrów, znajdujący się w zbiorach Muzeum Narodowego w Warszawie (sygnatura MP 4377). Za autora obrazu uznawano Jerzego Siemiginowskiego-Eleutera, następnie Daniela Schultza, lecz w 2004 roku podważano również tę atrybucję. Praca powstała pomiędzy 1673 a 1677 rokiem. 

## Datowanie
Na obrazie nie znalazły się polskie insygnia koronacyjne, co wskazuje na powstanie dzieła przed, lub wkrótce po, elekcji Jana III Sobieskiego (1674). Wieniec laurowy jest oznaką istotnego sukcesu militarnego portretowanego. Najprawdopodobniej odnosi się do zwycięstwa w bitwie pod Chocimiem (1673), które przyniosło Sobieskiemu koronę Polski. Na podstawie analizy ikonograficznej można więc zawęzić daty powstania dzieła do przedziału czasowego 1673–1677,

## Atrybucja
Od lat 60. XX wieku autorstwo obrazu przypisywano Jerzemu Siemiginowskiemu-Eleuterowi, mimo że monografista malarza nie wspomniał o tym dziele. Ze względu na niezgodności chronologiczne, atrybucję podważono, równocześnie przypisując autorstwo gdańskiemu malarzowi, Danielowi Schultzowi. Monografia artysty, opublikowana w 2004 roku, dowodzi jednak, że obraz z warszawskiego Muzeum Narodowego nie wyszedł spod pędzla Schultza. Autorstwo przypisano mu niedostatecznie weryfikując źródła oraz posługując się nadinterpretacją w analizie formalnej. Badacze podkreślają też kopiowanie na masową skalę portretów Jana III Sobieskiego, co skłania do jeszcze większej ostrożności w ustalaniu autorstwa jego wizerunków. Najnowsze publikacje zaliczają omawiany portret do jednej z licznych, choć niewątpliwie dobrze wykonanych, kopii. Podkreślają też, że nie można wskazać żadnego portretu Jana III Sobieskiego, który byłby wykonany przez nadwornego malarza monarchy.

## Portrety Jana III Sobieskiego
Jan III Sobieski był najczęściej portretowanym królem Polski. Zawdzięczał to między innymi konsekwentnemu mecenatowi. Jego nadwornymi malarzami byli: Daniel Schultz, Jan Tricius, Marcin Altomonte, Jerzy Szymonowicz-Eleuter, Jan Reisner, a także Francuz Alexandre-François Desportes. Jan III był świadomy tendencji w zachodnim malarstwie portretowym. Czytał też książki z zakresu teorii sztuki. Zaraz po elekcji zarządził wykonanie szeregu portretów legitymizujących jego władzę dokonaniami militarnymi zaprezentowanymi na obrazach. Najczęściej spotykane przedstawienie króla to triumfator na polu bitwy. Wizerunki zawierają liczne odniesienia do ikonografii antycznej. Prezentują monarchę jako wodza na miarę starożytnych władców, co miało wzmacniać jego pozycję w oczach magnaterii niechętnej wobec króla-elekta. Jan III Sobieski wykorzystywał również portrety do rozwijania relacji międzynarodowych oraz budowania polityki dynastycznej. Monarcha przygotowywał bowiem najstarszego syna, Jakuba Ludwika, do objęcia tronu, co również budziło kontrowersje wśród magnatów. W portretach Jana III charakterystyczne jest też łączenie motywów antycznych z rodzimymi elementami stroju i ikonografii. Pseudorzymskie kostiumy oraz atrybuty władzy wywodzące się z antyku, były zestawiane z elementami polskiego ubioru i uzbrojenia (delią, żupanem, buławą, karabelą, czekanem). Łączenie motywów antycznych i rodzimych uznawane jest dziś za świadome działanie propagandowe Jana III. 

## Ikonografia portretu Jana III ze zbiorów Muzeum Narodowego w Warszawie
Ikonografia tego obrazu jest określana jako szczególna. Portret monarchy to przedstawienie heroiczne, łączące w sobie motywy odnoszące się do ikonografii starożytnego Rzymu, z odwołaniami do rodzimego kontekstu i tradycji militarnej. Wieniec laurowy jest atrybutem zaczerpniętym z kanonu reprezentacji władców rzymskich. Wskazuje na talent wodza poświadczony odniesionymi zwycięstwami. Jan III jest ubrany w typowo polską zbroję – karacenę. Na jej łuskach widnieje orzeł – nawiązanie do herbu Rzeczypospolitej. Monarcha w lewej ręce trzyma regiment – oznakę władzy wojskowej, atrybut pojawiający się w ikonografii już w czasach starożytnego Rzymu, ale i w staropolskich portretach. Na stole pokrytym czerwonym suknem leży antyczny hełm z pióropuszem. Pteriges dekorują maski lwa – symbol nawiązujący do herkulesowej odwagi. Purpurowy płaszcz króla jest udrapowany jak rzymski paludament.